# Чорний Олександр Анатолійович
Олександр Анатолійович Чорний — старший солдат Збройних сил України, учасник російсько-української війни, що загинув у ході російського вторгнення в Україну у 2022 році.

## Життєпис
Олександр Чорний народився 1998 року в селі Великі Ком'яти Виноградівського району (з 2020 року — Виноградівської громади Берегівського району) на Закарпатті. У 2015 році закінчив Великоком'ятівську загальноосвітню школу І-ІІІ ступенів та вступив на навчався до Академії сухопутних військ імені гетьмана Петра Сагайдачного у Львові. Навчання перерва та вступив до Львівського ПТУ, а після його закінчення був призваний до лав ЗСУ, де підписав річний контракт на службу в районі проведення АТО/ООС. У 2016 році демобілізувався. 3 березня 2022 року з початком повномасштабного російського вторгнення в Україну добровольцем пішов на війну. Загинув наприкінці березня 2022 року в бою в селі Попасне Новоайдарської селищної громади Щастинського району на Луганщині. Прощання із загиблим відбулося 2 квітня 2022 року в рідному селі Великі Ком'яти Виноградівській громаді Берегівського району Закарпатської області.

## Родина
У загиблого залишилася вагітна дружина, з якою перебував у цивільному шлюбі.

## Нагороди
- орден «За мужність» III ступеня (2022, посмертно) — ''за особисту мужність і самовіддані дії, виявлені у захисті державного суверенітету та територіальної цілісності України, вірність військовій присязі.